# Pont Novoarbatski
Le pont Novoarbatski (russe : Новоарбатский мост, Novoarbatski most) est un pont situé à Moscou en Russie, qui permet de franchir la Moskova, en reliant la nouvelle rue Arbat à l'est (via la place de la Russie libre), à la Koutouzovski prospekt à l'ouest.